# Arnold Samuel Shapiro
Arnold Samuel Shapiro (* 1921 in Boston, Massachusetts; † 1962) war ein US-amerikanischer Mathematiker, der sich mit geometrischer Topologie befasste.
Shapiro studierte bei Norman Steenrod an der University of Michigan mit dem Master-Abschluss 1949 (Group extensions on compact groups) und wurde 1950 bei André Weil an der University of Chicago promoviert (Cohomology relations of fiber bundles). 1955 bis 1957 war er am Institute for Advanced Study. Dort traf er den mit ihm befreundeten Raoul Bott und hatte in Diskussionen mit ihm Anteil an der Entstehung von Botts Periodizitätssatz. Er war Professor an der Brandeis University, starb aber früh an Leukämie.
Mit Michael Atiyah und Bott wandte er Bott-Periodizität auf Grothendieck-Gruppen von Clifford Algebren an. Von Shapiro gibt es dazu einen Bourbaki-Vortrag 1960 über seine Arbeit mit Bott und Atiyah und Bott fügten nach Shapiros Tod seinen Namen als Ko-Autor ihrer Arbeit ein.
1960 gab er eine Methode der Umstülpung der Sphäre an (Turning a sphere inside out, Umstülpen der Sphäre), die von Bernard Morin 1980 im Mathematical Intelligencer dargestellt wurde.

## Schriften
- mit Michael Atiyah, Raoul Bott: Clifford Modules, Topology, Band 3, Suppl. 1, 1964, S. 3–38
- mit J. H. C. Whitehead: A proof and extension of Dehn's lemma, Bulletin AMS, Band  64, 1958, S. 174–178.